# Josanne Lucas
Josanne Lucas, född den 14 april 1984 Scarborough, Tobago, är en friidrottare från Trinidad och Tobago som tävlar i häcklöpning.
Lucas deltog både vid VM 2005 och vid Olympiska sommarspelen 2008 på 400 meter häck men blev båda gångerna utslagen redan i försöken.
Hon deltog vid VM 2009 i Berlin där hon noterade ett nytt personligt rekord i finalen på 53,20 vilket räckte till en överraskande bronsmedalj.

## Personliga rekord
- 400 meter häck - 53,20